# قصعين طرخشقوني الأوراق
قصعين طرخشقوني الأوراق (الاسم العلمي:Salvia taraxacifolia) هو نوع من النباتات يتبع جنس قصعين من الفصيلة الشفوية. والقصعين طرخشقوني الأوراق هو شجيرة معمرة تعيش في جنوب غرب المغرب فقط، وتنمو في جبال الأطلس على ارتفاعات تتراوح بين 610 م إلى 2400 م. قابلة للتكيف للغاية، فهي تنمو على منحدرات الحجر الجيري ومساحات الغابات والأنهار الصخرية. ليس لديه حلفاء قريبين في جنس القصعين. 
يحتوي القصعين طرخشقوني الأوراق على أوراق رمادية خضراء على شكل قيثارة تبقى على مدار السنة، مع نمو أوراق يصل طولها إلى 10 سم في ريدات قاعدية سميكة. الجزء السفلي مغطى بالشعر مما يمنحه لونًا أبيضا. تفرز الغدد الموجودة على الشعر رائحة حمضية لطيفة عند حكها. تنمو الأزهار ذات اللون الوردي الزهري على سيقان يصل طولها إلى 20 سم وتنمو في زهور بيضاء طولها حوالي 2.5 سم على الإزهار. تنتشر النباتات في حصير كبيرة مع إمكانية تفتح العديد من سيقان الزهور في وقت واحد.